# Эшструт, Матильда
Матильда Эшструт (18 ноября 1839, Кассель — 2 февраля 1929, там же) — германская писательница.
Родилась в семье военного и некоторое время жила в Хофгайсмаре, когда её отец нёс там службу. Образование получила в местной школе для девочек. Некоторое время провела в Англии, изучая английский язык. Творческий путь начала как поэтесса, затем перешла на написание нравоучительных произведений для девушек. Сотрудничала со многими журналами.
Наиболее известные романы: «Meines Lebens Roman», «Im Kampf», «Zwei reiche Frauen» «Inmitten der Bewegung», «Menschen von heute», «Zur rechten Zeit», «Die Nichten der Hauptmännin von Weilar». Все её произведения вышли под псевдонимом фон Эшен.